# 마이데르 운다
마이데르 운다 곤살레스 데 아우디카나(스페인어: Maider Unda Gonzalez de Audikana, 1977년 7월 2일~)는 스페인의 레슬링 선수이다. 2012년 하계 올림픽에서 여자 헤비급 동메달을 획득했으며 세계 선수권 대회에서 동메달 1개, 유러피언 게임에서 동메달 1개, 유럽 선수권 대회에서 은메달 2개, 동메달 2개를 획득했다.